# Rosiers-de-Juillac
Rosiers-de-Juillac è un comune francese di 184 abitanti situato nel dipartimento della Corrèze nella regione della Nuova Aquitania.

## Società

### Evoluzione demografica
Abitanti censiti